# Alpetequim de Gásni
Alpetequim (Alptekin; m. 963), Alpetaquim (Alptakin), Alpeteguim (Alptekin) ou Alpetaguim (Alptakin) foi um oficial turcomano do século X sob o Império Samânida do Coração. Na condição de escravo militar (gulam), ascendeu nas fileiras samânidas até se tornar uma figura proeminente no exército.

## Vida
Alpetequim nasceu em data desconhecida. Possivelmente era originário das estepes da Ásia Central e foi levado ao Império Samânida como um escravo (gulam). Ascendeu na hierarquia samânida até se tornar chefe da guarda real (hájibe alhojabe) sob Amir Nu ibne Nácer (r. 943–954). Sob o sucessor deste, Abedal Maleque ibne Nu (r. 954–961) gozou de grande favor e tornar-se-ia governador de Bactro e comandante-em-chefe do exército samânida no Coração, o que o permitiu nomear o vizir Abu Ali Maomé Balami ao poder. Com a morte súbita de Abedal Maleque em novembro de 961, Alpetequim e Balami se apressaram para assegurar a sucessão do filho mais novo do falecido, Nácer, na esperança de gozarem do poder de facto no Estado como tutores, porém o exército, sob Faique Cassa, preferiram Almançor ibne Nu, que com sucesso ascendeu ao trono. Alpetequim logo ficou isolado, uma vez que Balami abraçou o novo regime, e foi obrigado a se retirar para Bactro, onde derrotou um exército enviado por Almançor em abril abril de 962.
Depois, marchou para Gásni, no atual leste do Afeganistão, derrotandoos xás de Bamiã e Cabul e capturando Gásni de seu governante Abu Ali ou Abacar Lavique ou Anuque, que era parente do xá de Cabul. Em pouco tempo, Alpetequim formalizou sua posição e assegurou a nomeação como governador de Gásni da capital samânida de Bucara, mas morreu em setembro de 963. Foi sucedido brevemente por Abu Ixaque Ibraim e uma linha efêmera de gulans turcos como culminou em 977 na ascensão de Sabuqueteguim, fundador do Império Gasnévida.